# Myrmecinini
Myrmecinini is een tribus van mieren uit de subfamilie Myrmicinae. Bolton rekende in 2003 de volgende geslachten tot deze tribus:  
- Acanthomyrmex Emery, 1893
- †Enneamerus Mayr, 1868 (Incertae sedis)
- Myrmecina Curtis, 1829
- Perissomyrmex Smith, 1947
- Pristomyrmex Mayr, 1866
- †Stiphromyrmex Wheeler, 1915 (Incertae sedis)[1]